# Fred Records
Fred Records è un'etichetta discografica indipendente inglese, fondata nel 2002 dal chitarrista, compositore e improvvisatore Fred Frith originariamente per ripubblicare i propri album, in versione rimasterizzata e con l'eventuale aggiunta di materiale inedito. Collabora con la Recommended Records di Chris Cutler, della quale sfrutta la rete di distribuzione.

## Storia
Dalla metà degli anni ottanta, Frith pubblicò la maggior parte della sua musica (solista o in collaborazione con altri artisti) sotto la casa discografica svizzera RecRec Music. Tuttavia, questa dichiarò bancarotta nel 1997, a causa della morte (avvenuta due anni prima) del fondatore Daniel Waldner in un incidente escursionistico sulle Alpi svizzere. Frith riebbe indietro i diritti della sua musica, che ammontavano a un totale di tredici titoli, e, avendo perduto alcuni soldi a causa di royalties non pagate, decise di ripubblicare tutta la sua produzione sotto un'unica etichetta. Nei primi del duemila, con l'aiuto di Chris Cutler della Recommended Records, fondò una propria casa discografica, Fred Records, il cui nome richiamava quella dell'amico.
La nuova etichetta diede a Frith l'opportunità di ristampare materiale dai suoi archivi che sarebbe stato difficile far uscire altrove. I progressi tecnologici gli permisero anche di rimasterizzare le registrazioni originali e di produrre un suono molto più vicino a quello originariamente previsto. Inoltre, pubblicò materiale inedito da solo e in collaborazione con altri musicisti. Frith decise di ingaggiare un unico artista per le copertine degli album della Fred Records, il tedesco Tomas Kurth, incorporando spesso elementi delle grafiche originali degli LP nel design.